# Petrit Hoxhaj
Petrit Hoxhaj (Cërmjan, 5 februari 1990) is een Nederlands voetballer van Kosovaarse afkomst die als middenvelder speelt. Hoxhaj beschikt ook over de Albanese nationaliteit.

## Carrière
In 1994 vluchtte zijn familie vanuit Kosovo naar Nederland. Hoxhaj speelde in de jeugd bij amateurclub FC Grootegast en sinds 2002 bij FC Groningen. In 2003 werd zijn familie met uitzetting bedreigd In 2009 verruilde hij de jeugdopleiding van FC Groningen voor SC Veendam. Hij heeft een contract tot medio 2012. Hoxhaj maakte zijn debuut op 12 maart 2010 tegen FC Volendam. Een jaar later, op 4 maart 2011, scoorde de middenvelder zijn eerste doelpunt in dienst van Veendam. Veendam won de wedstrijd met 4-1 van Fortuna Sittard.

## Statistieken
| Seizoen | Club       | Land      | Competitie     | Wedstrijden | Doelpunten |
| ------- | ---------- | --------- | -------------- | ----------- | ---------- |
| 2009/10 | SC Veendam | Nederland | Eerste Divisie | 8           | 0          |
| 2010/11 | SC Veendam | Nederland | Eerste Divisie | 11          | 1          |
| 2011/12 | SC Veendam | Nederland | Eerste Divisie | 18          | 1          |
| Totaal  | Totaal     | Totaal    | Totaal         | 37          | 2          |

Naast bij SC Veendam te spelen, kwam Petrit Hoxhaj ook geregeld uit voor het Jong FC Groningen van de gezamenlijke jeugdopleiding.
| Seizoen | Club              | Land      | Wedstrijden | Doelpunten |
| ------- | ----------------- | --------- | ----------- | ---------- |
| 2011/12 | Jong FC Groningen | Nederland | 11          | 1          |
| Totaal  | Totaal            | Totaal    | 11          | 2          |

Laatst bijgewerkt op 6 nov 2010 19:00 (CEST)